# 46. pehotni polk (Avstro-Ogrska)
Za druge 46. polke glejte 46. polk.
46. pehotni polk je bil pehotni polk avstro-ogrske skupne vojske.

## Zgodovina
Polk je bil ustanovljen leta 1762. 

### Prva svetovna vojna
Polkovna narodnostna sestava leta 1914 je bila: 79% Madžarov, 20% Romunov in 1% drugih. Naborni okraj polka je bil v Szegedu, pri čemer so bile polkovne enote garnizirane sledeče: Szeged (štab, I., II. in IV. bataljon) in Avtovac (III. bataljon).
Med prvo svetovno vojno se je polk bojeval tudi na soški fronti; bojeval se je že med prvo soško ofenzivo. Sodeloval je tudi v bojih šeste soške ofenzive, ko je branil položaje v dolini Dol.
V sklopu t. i. Conradovih reform leta 1918 (od junija naprej) je bilo znižano število polkovnih bataljonov na 3.

## Organizacija
1918 (po reformi)
- 1. bataljon
- 2. bataljon
- 4. bataljon

## Poveljniki polka
- 1859: Carl Bayrhammer[10]
- 1865: Emerich von Fleischhacker[11]
- 1879: Carl Worźikowsky von Kundratitz[12]
- 1908: Josef Szentgyörgyi[13]
- 1914: Josef von Henneberg[2]